# Karl-Heinz Klinkenberg
Karl-Heinz Klinkenberg (* 3. April 1952 in Eupen) ist ein belgischer Elektrotechnikingenieur, Unternehmer und Kommunalpolitiker der Partei für Freiheit und Fortschritt (PFF) in Eupen in der Deutschsprachigen Gemeinschaft. Von 2012 bis 2018 war er Bürgermeister von Eupen.

## Biografie
Karl-Heinz Klinkenberg wuchs als ältestes von vier Kindern der Eheleute Heinz Klinkenberg und Elisabeth Wintgens in Eupen auf.
Er besuchte das Collège Patronné, die Städtische Technische Schule in Eupen Unterstadt und das Staatliche Technische Institut (Sanatorium) in Eupen, wo er mit einem technischen Abitur (A2) abschloss. Ab 1971 studierte er an der FH Aachen Allgemeine Elektrotechnik mit dem Schwerpunkt Nachrichtentechnik und legte am 9. Juli 1975 seine Abschlussprüfung erfolgreich ab. Ab dem 3. November 1975 diente er als Wehrpflichtiger 11 Monate in Gent und in Spa beim Belgischen Heer. Vom 1. Oktober 1976 bis zum 31. Dezember 1979 arbeitete er als Ingenieur in Köln, um dann ab Januar 1980 fünf Jahre lang in der Exportabteilung des Kabelwerks Eupen zu arbeiten. Im Januar 1985 gründete er die Firma Eltec AG, die auf den Import und Export elektrischer Kabel und Leitungen spezialisiert ist. Im September 1991 hatte er einen Verkehrsunfall, durch den er sich eine Querschnittlähmung zuzog.
2005 trat Klinkenberg in die Partei für Freiheit und Fortschritt (PFF) ein. Bei den Kommunalwahlen 2006 zog er für die PFF in den Stadtrat ein und wurde dort 2009 Fraktionsvorsitzender. Bei den belgischen Kommunalwahlen 2012 kandidierte Klinkenberg auf der Liste der PFF für das Bürgermeisteramt und entschied die Wahlen für sich, so dass er am 3. Dezember 2012 als Nachfolger von Elmar Keutgen Bürgermeister der Stadt Eupen wurde. Im Juni 2017 erklärte er, nicht noch einmal kandidieren zu wollen.

## Familie
Karl-Heinz Klinkenberg ist seit dem 30. Juli 1977 mit Ingrid Bergmans verheiratet, mit der er drei erwachsene Kinder hat.